# Півчий

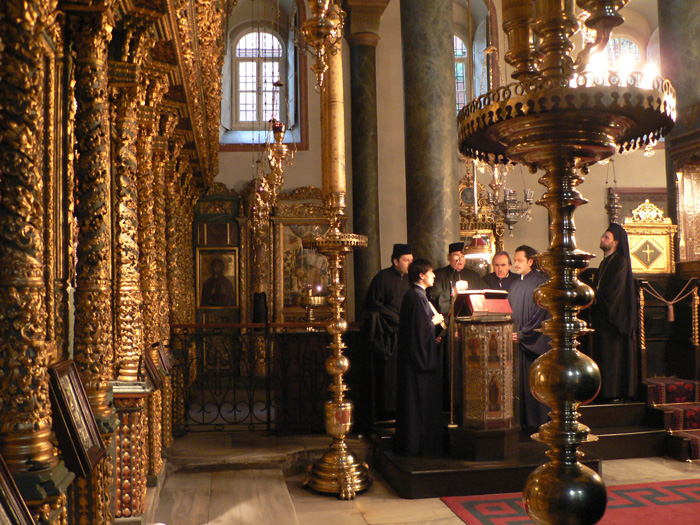
Півчі у стамбульському Георгіївському соборі

Півчий — в християнстві ступінь нижчого клірика, основне завдання якого — співати на криласі в хорі під час спільного богослужіння християнські гімни, молитви і псалми.
Півчі складають церковний хор, який знаходиться на криласі. У великих храмах під час богослужіння — два хори: лівий і правий, що дозволяє співати антифонно. Старший півчий, який керує хором, називається — головщик або регент; співак, що виголошує перед співом глас і рядки з молитви, які слідом за проголошенням співає хор носить назву — канонарх. В Константинопольській православній церкві в середні віки існувала посада першого канонарха, який називався — протоканонарх.
У XV столітті в Росії з'явилися государеві півчі дяки — півчі, які одержували штатну платню від государів до установи придворної співацької капели.